# Sein gutes Recht
Sein gutes Recht ist ein deutscher Fernsehfilm zum Thema Betreuungskriminalität und Altersdemenz. Isabel Kleefeld führte Regie nach einem Drehbuch von Marco Wiersch. Fernsehpremiere war am 7. November 2014 auf Arte. Thekla Carola Wied und Matthias Habich spielen die Hauptrollen in dem Filmdrama.

## Handlung
Die Jugendfreunde Max Büttner und Leni Schönwald treffen sich im fortgeschrittenen Alter zufällig wieder. Die Sympathie von damals besteht noch immer. So verabreden sie sich zu gemeinsamen Freizeitaktivitäten und verbringen viel Zeit miteinander. Was Leni nicht weiß: Max steht unter gerichtlicher Betreuung. Man fand ihn zeitweise orientierungslos vor. Da er sich mit seinem Sohn überworfen hat, setzte das Gericht einen Berufsbetreuer ein.
Sein Zustand verschlechtert sich so weit, dass Betreuer Schallings eine Heimunterbringung veranlasst. Tragischerweise leitet Schallings nun auch den Verkauf von Max’ Villa in die Wege, um die Heimkosten decken zu können. Leni findet heraus, dass dies weit unter Wert geschah. Das Grundstück wurde einfach als landwirtschaftliche Fläche ausgewiesen. In solchen Fällen ist eine Schmiergeldzahlung an den Anwalt zu vermuten. Leni sucht Hilfe bei Max’ Sohn Steffen. Der zögert zwar, aufgrund der verbalen Verletzungen der Vergangenheit, unterstützt aber dann doch Lenis Bemühungen den Betreuer Schallings abzusetzen. Dem Vormundschaftsgericht rechnet Leni in der mündlichen Verhandlung vor, dass der Anwalt so viele Patienten betreut, dass er weit über das normale Maß hinaus arbeiten müsste, um für alle Schützlinge angemessen sorgen zu können. Zusammen mit dem ominösen Grundstücksgeschäft überzeugt dies den Richter, dass der Antrag auf einen Betreuerwechsel durchaus berechtigt ist. Lenis Beharrlichkeit hatte also Erfolg.

## Kritik
„Das ist emotional hochgedrehtes Problemfernsehen mit Ermahnungscharakter.“

„Ein hervorragend gespielter, mit viel Feingefühl inszenierter Film über den Mut einer Frau, die sich bei ihrem Einsatz für das Grundrecht der Menschenwürde nicht einschüchtern lässt.“

Rainer Tittelbach äußert anerkennend, dass dieses alltagsnahe Bürokratiedrama keineswegs altmodisch wirkt und für ein solches ungemein abwechslungsreich und beiläufig sinnlich fotografiert wurde. Ein wenig übertrieben haben es die Filmemacher mit der Koinzidenz einiger dramaturgischer Motive, meint der Fernsehkritiker.